# イシュー・スミス
イシュー・スミス（Ishe Smith、1978年7月22日 - ）は、アメリカ合衆国の元プロボクサー。ネバダ州ラスベガス出身。元IBF世界スーパーウェルター級王者。トレーナーはメイウェザー・ジュニアの叔父ロジャー・メイウェザー。
初のラスベガス出身世界王者であり、2004年にNBCが全米放送したザ・コンテンダーに出るまでは全く無名で、この試合の放送がブレイクするきっかけになった。

## 来歴
2000年7月29日、プロデビュー。
2004年9月12日、後に2階級制覇を達成する、ランドール・ベイリーとWBCアメリカ大陸ウェルター級王座決定戦、USBAウェルター級王座決定戦並びにNABO北米ウェルター級王座決定戦を行い、2回にダウンを奪うとそのまま有利に進め判定勝ちを収め、下部3団体統一王座になった。
2004年9月12日、NBCが全米に放送したザ・コンテンダーの準決勝でセルヒオ・モラと対戦し、1-2の判定負け。
2009年に減量苦を理由にミドル級に転向。
2009年8月22日、テキサス州ヒューストンにあるトヨタセンターにて、18戦全勝のダニエル・ジェイコブスとNABO北米ミドル級王座決定戦を行い、0-3の判定負け。
2010年7月16日、フェルナンド・ゲレーロとNABF北米ミドル級王座決定戦を行い、0-3の判定負けを喫し再起に失敗した。
2013年2月23日、デトロイトジョー・ルイス・アリーナにて、IBF世界スーパーウェルター級王者コーネリアス・バンドレイジと対戦し、12回3-0(116-111×2、114-114)の判定勝ちを収め王座獲得に成功した。
2013年7月19日、IBF世界スーパーウェルター級2位カルロス・モリーナ（メキシコ）と指名試合を行う予定であったが、スミスはトレーニング中にカットしてしまい試合は中止となった。
2013年9月14日、MGMグランド・ガーデン・アリーナにて、フロイド・メイウェザー・ジュニア対サウル・アルバレスの前座でIBF世界スーパーウェルター級2位カルロス・モリーナと指名試合を行い、12回1-2（111-117、112-116、116-112）の判定負けを喫し初防衛に失敗、王座から陥落した。
2014年5月2日、ラスベガスのハードロック・ホテル&カジノ内ザ・ジョイントでWBA世界スーパーウェルター級王者エリスランディ・ララと対戦する予定だったが、ララがサウル・アルバレスとの対戦が急遽決定したため相手をライアン・デービスに変更して2回KO勝利を収めた。
2014年12月12日、テキサス州サンアントニオのアラモドーム・イリュージョン・シアターにて、WBA世界スーパーウェルター級王者エリスランディ・ララの王座に挑戦するが、12回0-3（109-119×2、111-117）の判定負けを喫し王座返り咲きに失敗した。
2016年1月12日、WBCがWBC世界スーパーウェルター級王座挑戦者決定4人制トーナメントの1回戦でWBC世界スーパーウェルター級9位のホセ・コタと対戦するよう指令を出した。
2017年11月18日、ザ・コスモポリタン内チェルシー・ボール・ルームにて、ジュリアン・ウィリアムズと対戦し、10回0-3(91-99、92-98、93-97)の判定負けを喫した。
2018年5月11日、ラスベガスのサムズ・タウン・ホテル・アンド・ガンブリング・ホール内サムズ・タウン・ライブにて、トニー・ハリソンと対戦し、10回1-2(92-97、93-96、95-94)の判定負けを喫した。
2019年2月9日、カリフォルニア州カーソンのディグニティ・ヘルス・スポーツ・パークにて、エリクソン・ルービンと対戦し、初のKO負けとなる3回終了時にスミスが棄権しTKO負けとなった。試合から1時間後に引退を表明した。

## 獲得タイトル
- WBCアメリカ大陸ウェルター級王座
- USBAウェルター級王座
- NABO北米ウェルター級王座
- IBF世界スーパーウェルター級王座(防衛0)